# Kamienica przy ulicy Bolesława Limanowskiego 24 w Krakowie
Kamienica przy ulicy Bolesława Limanowskiego 24 – zabytkowa kamienica znajdująca się w Krakowie, w dzielnicy XIII przy ul. B. Limanowskiego, na rogu z ul. św. Benedykta 1, w Podgórzu.
Budynek został wzniesiony w 1885. W 1906 odbyła się nadbudowa drugiego piętra kamienicy zgodnie z projektem Beniamina Torbego.
18 kwietnia 1990 kamienica została wpisana do rejestru zabytków. Znajduje się także w gminnej ewidencji zabytków.